# Mistrzostwa Świata w Piłce Nożnej 2014 (eliminacje strefy UEFA)/Grupa 8
W Grupie 8 eliminacji do MŚ 2014 brały udział następujące zespoły:
- Anglia
- Czarnogóra
- Ukraina
- Polska
- Mołdawia
- San Marino

## Tabela
| Lp. | Drużyna    | M  | Mecze | Mecze | Mecze | Bramki | Bramki | Bramki | Pkt |
| Lp. | Drużyna    | M  | W     | R     | P     | +      | −      | +/−    | Pkt |
| --- | ---------- | -- | ----- | ----- | ----- | ------ | ------ | ------ | --- |
| 1.  | Anglia     | 10 | 6     | 4     | 0     | 31     | 4      | +27    | 22  |
| 2.  | Ukraina    | 10 | 6     | 3     | 1     | 28     | 4      | +24    | 21  |
| 3.  | Czarnogóra | 10 | 4     | 3     | 3     | 18     | 17     | +1     | 15  |
| 4.  | Polska     | 10 | 3     | 4     | 3     | 18     | 12     | +6     | 13  |
| 5.  | Mołdawia   | 10 | 3     | 2     | 5     | 12     | 17     | −5     | 11  |
| 6.  | San Marino | 10 | 0     | 0     | 10    | 1      | 54     | −53    | 0   |

|            | Polska | Czarnogóra | Ukraina | Anglia | Mołdawia | San Marino |
| ---------- | ------ | ---------- | ------- | ------ | -------- | ---------- |
| Polska     | X      | 1:1        | 1:3     | 1:1    | 2:0      | 5:0        |
| Czarnogóra | 2:2    | X          | 0:4     | 1:1    | 2:5      | 3:0        |
| Ukraina    | 1:0    | 0:1        | X       | 0:0    | 2:1      | 9:0        |
| Anglia     | 2:0    | 4:1        | 1:1     | X      | 4:0      | 5:0        |
| Mołdawia   | 1:1    | 0:1        | 0:0     | 0:5    | X        | 3:0        |
| San Marino | 1:5    | 0:6        | 0:8     | 0:8    | 0:2      | X          |

## Wyniki
Czas: CET
| 7 września 2012 21:45 | Mołdawia | 0:5(0:3)Raport | Anglia · 4' (k), 29' Lampard · 32' Defoe · 74' Milner · 83' Baines | Stadion Zimbru, Kiszyniów Widzów: 10 250 Sędzia: Pol Van Boekel |
|                       |          |                |                                                                    |                                                                 |

| 7 września 2012 20:30 | Czarnogóra · Drinčić 27' · Vučinić 45+3' | 2:2(2:1)Raport | Polska · 6' (k) Błaszczykowski · 55' Mierzejewski | Stadion Pod Goricom, Podgorica Widzów: 11 420 Sędzia: Kristinn Jakobsson |
|                       |                                          |                |                                                   |                                                                          |

| 11 września 2012 21:00 | Anglia · Lampard 87' (k) | 1:1(0:1)Raport | Ukraina · 39' Konoplanka | Stadion Wembley, Londyn Widzów: 68 102 Sędzia: Cüneyt Çakır |
|                        |                          |                |                          |                                                             |

| 11 września 2012 20:45 | Polska · Błaszczykowski 33' (k) · Wawrzyniak 81' | 2:0(1:0)Raport | Mołdawia | Stadion Miejski, Wrocław Widzów: 26 145 Sędzia: Ilias Spathas |
|                        |                                                  |                |          |                                                               |

| 11 września 2012 20:30 | San Marino | 0:6(0:2)Raport | Czarnogóra · 24' Đorđević · 26', 50' Bećiraj · 69' Zverotić · 78', 82' Delibašić | Stadion Olimpijski, Serravalle Widzów: 1947 Sędzia: Neil Doyle |
|                        |            |                |                                                                                  |                                                                |

| 12 października 2012 21:00 | Anglia · Rooney 35' (k), 70' · Welbeck 37', 72' · Oxlade-Chamberlain 77' | 5:0(2:0)Raport | San Marino | Stadion Wembley, Londyn Widzów: 85 654 Sędzia: Gediminas Mažeika |
|                            |                                                                          |                |            |                                                                  |

| 12 października 2012 21:00 | Mołdawia | 0:0(0:0)Raport | Ukraina | Stadion Zimbru, Kiszyniów Widzów: 10 050 Sędzia: Clément Turpin |
|                            |          |                |         |                                                                 |

| 16 października 2012 21:00 | Ukraina | 0:1(0:1)Raport | Czarnogóra · 45' Damjanović | Stadion Olimpijski, Kijów Widzów: 50 557 Sędzia: Michael Kukulakis |
|                            |         |                |                             |                                                                    |

| 17 października 2012 17:00 | Polska · Glik 70' | 1:1(0:1)Raport | Anglia · 31' Rooney | Stadion Narodowy, Warszawa Widzów: 47 300 Sędzia: Gianluca Rocchi |
|                            |                   |                |                     |                                                                   |

| 16 października 2012 20:30 | San Marino | 0:2(0:0)Raport | Mołdawia · 72' (k) Dadu · 78' Epureanu | Stadion Olimpijski, Serravalle Widzów: 736 Sędzia: Marios Panayi |
|                            |            |                |                                        |                                                                  |

| 14 listopada 2012 18:00 | Czarnogóra · Delibašić 14', 31' · Zverotić 68' | 3:0(2:0)Raport | San Marino | Stadion Pod Goricom, Podgorica Widzów: 7158 Sędzia: Sandor Szabó |
|                         |                                                |                |            |                                                                  |

| 22 marca 2013 21:00 | San Marino | 0:8(0:5)Raport | Anglia · 12' (sam.) Della Valle · 29' Oxlade-Chamberlain · 35', 77' Defoe · 39' Young · 42' Lampard · 54' Rooney · 70' Sturridge | Stadion Olimpijski, Serravalle Widzów: 4952 Sędzia: Alain Bieri |
|                     |            |                | |                                                                 |

| 22 marca 2013 20:45 | Polska · Piszczek 18' | 1:3(1:3)Raport | Ukraina · 2' Jarmołenko · 7' Husiew · 45' Zozula | Stadion Narodowy, Warszawa Widzów: 55 565 Sędzia: Pavel Královec |
|                     |                       |                |                                                  |                                                                  |

| 22 marca 2013 20:30 | Mołdawia | 0:1(0:0)Raport | Czarnogóra · 78' Vučinić | Stadion Zimbru, Kiszyniów Widzów: 5400 Sędzia: Daniele Orsato |
|                     |          |                |                          |                                                               |

| 26 marca 2013 21:00 | Czarnogóra · Damjanović 75' | 1:1(0:1)Raport | Anglia · 6' Rooney | Stadion Pod Goricom, Podgorica Widzów: 11 300 Sędzia: Jonas Eriksson |
|                     |                             |                |                    |                                                                      |

| 26 marca 2013 20:00 | Ukraina · Jarmołenko 61' · Chaczeridi 71' | 2:1(0:0)Raport | Mołdawia · 80' Suworow | Stadion Centralny w Odessie, Odessa Widzów: 31 948 Sędzia: Kenn Hansen |
|                     |                                           |                |                        |                                                                        |

| 26 marca 2013 20:45 | Polska · Lewandowski 21' (k) 50' (k) · Piszczek 28' · Teodorczyk 61' · Kosecki 90+2' | 5:0(2:0)Raport | San Marino | Stadion Narodowy, Warszawa Widzów: 45 000 Sędzia: Ken Henry Johnsen |
|                     |                                                                                      |                |            |                                                                     |

| 7 czerwca 2013 20:30 | Czarnogóra | 0:4(0:0)Raport | Ukraina · 52' Harmasz · 77' Konoplanka · 85' Fedecki · 90+2' Bezus | Stadion Pod Goricom, Podgorica Widzów: 11 996 Sędzia: Manuel Gräfe |
|                      |            |                |                                                                    |                                                                    |

| 7 czerwca 2013 21:15 | Mołdawia · Sidorenco 37' | 1:1(1:1)Raport | Polska · 7' Błaszczykowski | Stadion Zimbru, Kiszyniów Widzów: 8726 Sędzia: Fernando Teixeira |
|                      |                          |                |                            |                                                                  |

| 6 września 2013 21:00 | Ukraina · Dević 11' · Sełezniow 26' · Edmar 32' · Chaczeridi 45+3' 54' · Konoplanka 50' · Bezus 63' · Fedecki 74' · Rakycki 90+4' | 9:0(4:0)Raport | San Marino | Arena Lwów, Lwów Widzów: 34 190 Sędzia: Neil Doyle |
|                       | |                |            |                                                    |

| 6 września 2013 20:00 | Anglia · Gerrard 12' · Lambert 27' · Welbeck 45+1,50' | 4:0(3:0)Raport | Mołdawia | Stadion Wembley, Londyn Widzów: 61 607 Sędzia: Ivan Kružliak |
|                       |                                                       |                |          |                                                              |

| 6 września 2013 20:45 | Polska · Lewandowski 16' | 1:1(1:1)Raport | Czarnogóra · 11' Damjanović | Stadion Narodowy, Warszawa Widzów: 45 652 Sędzia: Björn Kuipers |
|                       |                          |                |                             |                                                                 |

| 10 września 2013 20:45 | Ukraina | 0:0Raport | Anglia | Stadion Olimpijski, Kijów Widzów: 69 890 Sędzia: Pedro Proença |
|                        |         |           |        |                                                                |

| 10 września 2013 20:45 | San Marino · Valle 22' | 1:5(1:3)Raport | Polska · 10', 66' Zieliński · 23' Błaszczykowski · 34' Sobota · 75' Mierzejewski | Stadion Olimpijski, Serravalle Widzów: 1597 Sędzia: Marco Borg |
|                        |                        |                |                                                                                  |                                                                |

| 11 października 2013 18:00 | Mołdawia · Frunză 55' · Sidorenco 59', 89' | 3:0(0:0)Raport | San Marino | Stadion Zimbru, Kiszyniów Widzów: 7348 Sędzia: Ignasi Villamayor |
|                            |                                            |                |            |                                                                  |

| 11 października 2013 20:00 | Ukraina · Jarmołenko 64' | 1:0(0:0)Raport | Polska | Stadion Metalist, Charków Widzów: 39 130 Sędzia: Jonas Eriksson |
|                            |                          |                |        |                                                                 |

| 11 października 2013 21:00 | Anglia · Rooney 48' · Bošković 62' (sam.) · Townsend 78' · Sturridge 90' (k) | 4:1(0:0)Raport | Czarnogóra · 71' Damjanović | Stadion Wembley, Londyn Widzów: 83 807 Sędzia: Alberto Undiano |
|                            |                                                                              |                |                             |                                                                |

| 15 października 2013 21:00 | Anglia · 41' Rooney · 88' Gerrard | 2:0(1:0)Raport | Polska | Stadion Wembley, Londyn Widzów: 85 186 Sędzia: Damir Skomina |
|                            |                                   |                |        |                                                              |

| 15 października 2013 21:00 | San Marino | 0:8(0:3)Raport | Ukraina · 13' (k.), 19' Sełezniow · 15', 51', 58' (k.) Dević · 55' Jarmołenko · 66' Bezus · 90' Mandziuk | Stadion Olimpijski, Serravalle Widzów: 1268 Sędzia: Harald Lechner |
|                            |            |                | |                                                                    |

| 15 października 2013 21:00 | Czarnogóra · 55' (k.), 90+1' Jovetić | 2:5(0:1)Raport | Mołdawia · 28', 89' Antoniuc · 62' Armaș · 64' Sidorenco · 74' Ioniță | Stadion Pod Goricom, Podgorica Widzów: 5770 Sędzia: Robert Schörgenhofer |
|                            |                                      |                |                                                                       |                                                                          |

## Strzelcy

### 7 goli
- Wayne Rooney

### 4 gole
| - Frank Lampard - Danny Welbeck - Eugen Sidorenco - Dejan Damjanović - Andrija Delibašić - Jakub Błaszczykowski - Marko Dević - Andrij Jarmołenko |

### 3 gole
| - Jermain Defoe - Robert Lewandowski - Roman Bezus - Jewhen Chaczeridi - Jewhen Konoplanka - Jewhen Sełezniow |

### 2 gole
| - Steven Gerrard - Alex Oxlade-Chamberlain - Daniel Sturridge - Alexandru Antoniuc - Fatos Bećiraj - Stevan Jovetić - Mirko Vučinić - Elsad Zverotić - Adrian Mierzejewski - Łukasz Piszczek - Piotr Zieliński - Artem Fedecki |

### 1 gol
| - Leighton Baines - Rickie Lambert - James Milner - Andros Townsend - Ashley Young - Luka Đorđević - Nikola Drinčić - Igor Armaș - Serghei Dadu - Alexandru Epureanu - Viorel Frunză - Artur Ioniță - Alexandr Suvorov - Kamil Glik - Jakub Kosecki - Waldemar Sobota - Łukasz Teodorczyk - Jakub Wawrzyniak - Alessandro Della Valle - Edmar - Denys Harmasz - Ołeh Husiew - Ołeksandr Mandziuk - Jarosław Rakycki - Roman Zozula |

### Bramki samobójcze
- Alessandro Della Valle dla reprezentacji Anglii
- Branko Bošković dla reprezentacji Anglii